# 東京永和法律事務所
東京永和法律事務所（とうきょうえいわほうりつじむしょ）は、日本の法律事務所。2008年6月末に解散した。

## 概要
升永英俊によって1991年に設立され、同氏の手がけた数々の大型訴訟において名を挙げた。
提携関係にある東京永和特許事務所とともに2008年6月30日に解散し、両事務所に所属する弁護士・弁理士の大部分（弁護士5人、弁理士4人、スタッフ4人）は翌7月1日をもってTMI総合法律事務所に移籍した。

## 所属していた弁護士
- 升永英俊（代表）
- 荒井裕樹
- 戸田泉
- 頃安健司（客員弁護士）